# ابهاینیل
ابهاینیل (به لاتین: Abhaynil) در بنگلادش است که در استان باریسال واقع شده‌است.